# Ballet Shoes
Ballet Shoes  (br: Dançando para a Vida, também conhecido na televisão a cabo do Brasil como Sapatilhas de Balé) é um filme britânico de 2007 baseado na obra homônima de Noel Streatfeild, e ambientado na década de 1930, em Londres
Feito exclusivamente para a televisão britânica, foi lançado em DVD no dia 21 de maio de 2008 no Brasil.
Esse filme foi o primeiro que a atriz Emma Watson fez longe da série Harry Potter. A atuação de Emma foi elogiada pela crítica britânica, assim como o filme em si.

## Sinopse
A história gira em torno de três irmãs adotadas, Pauline, Petrova e Posy Fossil, que vivem quase na pobreza com Sylvia Brown e Nana. Sylvia é a sobrinha de "Gum" (Great Uncle Matthew), um paleontólogo pouco rico que um dia sai para uma expedição e não retorna, deixando as meninas para se cuidarem sozinhas. Elas têm que vender alguns de seus esqueletos, a fim de alugar quartos para pensionistas: As professoras Dra. Jakes e Dra. Smith; a instrutora de dança Theo Danes, e bonito John Simpson. A história centra-se no final vários talentos das meninas: atuar, máquinas e ballet.
Pauline tem um talento para atuar e participa de audições para o papel de Alice em Alice no País das Maravilhas . Depois de começar a peça, ela deixa suas fama subir a cabeça e começa a agir rudemente e mandando em todos ao redor. Finalmente, o seu orgulho e a violação de regras constantes, a faz perder o seu papel para sua rival, a sua ciumenta Winifred. Que a ensina uma importante lição de humildade. Ela tenta atuar em um filme e acha muito difícil, perante o diretor (bem intencionado), Sr. Sholsky. No final do filme, a ela é oferecido um contrato de um estúdio nos Estados Unidos, mas só decide ir depois de perceber a forma como o dinheiro extra poderia beneficiar sua família. 
Posy pensa em se tornar uma bailarina. Depois de mostrar seu incrível talento para o balé para um dos dançarinos, ela começa a frequentar uma escola de arte, a fim de ser aprender ballet. Amante da escola de balé, a Madame Fidolia, é capaz de ver imediatamente que Posy possui considerável talento, e começa a ensiná-la para que ela possa aprender técnicas mais avançadas. Quando Madame Fidolia de repente sofre um derrame cerebral enquanto assistia a um balé com Posy, Posy é mais se preucupa mais com seu futuro do que com o bem-estar de sua professora. Ela decide que não pode desistir de suas habilidades, e foge para a prática de um famoso balé russo. Depois de ser pega, ela impressiona o professor com sua habilidade para dançar e lhe é oferecida uma bolsa para dançar, porém, ela teria que ir para Praga. 
Petrova é o russa, embora ela não fala russo, tendo sido educado na Inglaterra. Ela quer trabalhar com mecanismos, tais como automóveis e motores. Seu maior desejo é voar, mas Pauline a convence participar de uma produção de palco; Petrova depois avisa sua irmã que não quer prolongar esse esse sofrimento. No final do filme as outras irmãs (Pauline e Posy) prometem fazer sua irmã entrar para a história, e não elas próprios, uma vez que já conseguiram o que sonharam. No final do filme Petrova voa em um avião em cima do lugar do casamento de Sylvia. 
Sylvia tinha sentimentos por John Simpson. John tinha estado preocupado com o estress de  Sylvia, mas parecia estar apaixonado pela instrutora, Theo Dane. Mais tarde é revelado que ele estava apenas tomando aulas de dança de Theo, a fim de dançar com Sylvia.

## Elenco
- Emma Watson como Pauline Fossil
- Yasmin Paige como Petrova Fossil
- Lucy Boynton como Posy Fossil
- Richard Griffiths como tio-avô de Mateus (Gum)
- Victoria Wood como Nana
- Emilia Fox como Sylvia Brown
- Eileen Atkins como Madame Fidolia
- Peter Bowles como Sir Donald Houghton
- Marc Warren como o Sr. John Simpson
- Walter como o Dr. Smith
- Gemma Jones como o Dr. Jakes
- Lucy Cohu como Theo Dane
- Heather Nicol como Winifred Bagnall
- Mary Stockley como Miss Jay
- Skye Bennett como uma Sylvia jovens
- Don Gallagher como deputado francês
- Lucie Watson como Pauline Fossil mais jovens.
- Annabella Anderson como um amigo de Pauline Fossil
- Nicolette Baker como garota no vestido vermelho.
- Adrian Lester como o Sr. Sholsky, um diretor de cinema.